# 피오트르 트로호프스키
피오트르 아르투르 트로호프스키(Piotr Artur Trochowski, 1984년 3월 22일 폴란드 트체프 ~ )는 폴란드 태생 독일의 전 축구 선수이다.